# Champassak
Pour les articles homonymes, voir Bassac.
Champassak (laotien : ຈຳປາສັກ [càmpàːsák]), anciennement appelée Bassac, est une petite ville du sud du Laos, située sur la rive occidentale du Mékong, environ 40 km au sud de Paksé, l'actuelle capitale de la province de Champassak.
Le patrimoine culturel de Champassak comprend le complexe du temple de Vat Phou (édifié avant 600 et inscrit au patrimoine mondial de l'UNESCO depuis 2001), un système hydraulique s'étendant sur environ 10 km, ainsi que deux villes anciennes sur les rives du Mékong et la montagne Phou Kao. L'ensemble des édifices et structures datent de la période allant du Xe au XVIe siècle et sont pour la plupart des réalisations de l'empire khmer.

## Article lié
- Royaume de Champassak

## Lieux et monuments

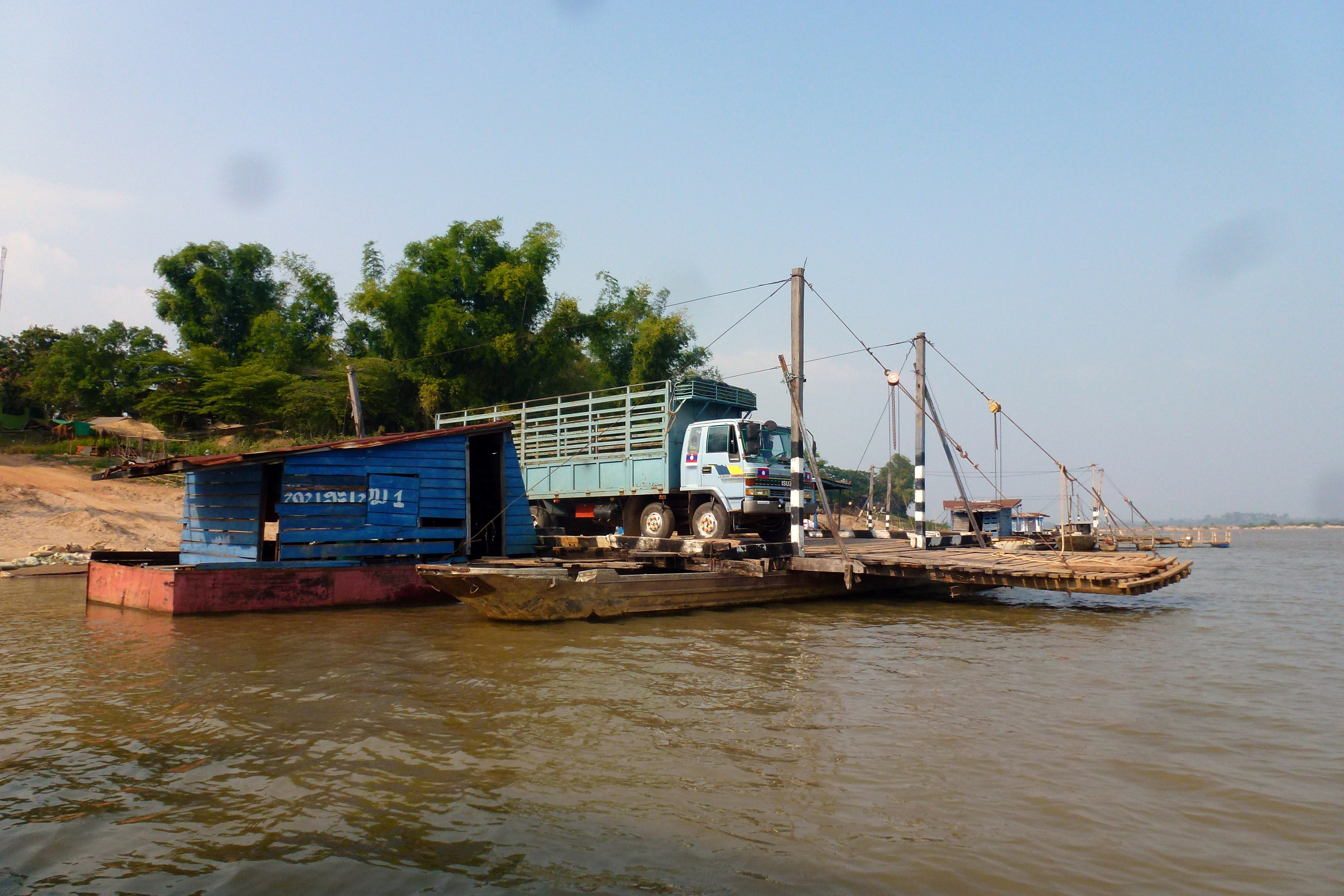
Laos Champassak West Terminal in Don Khong.
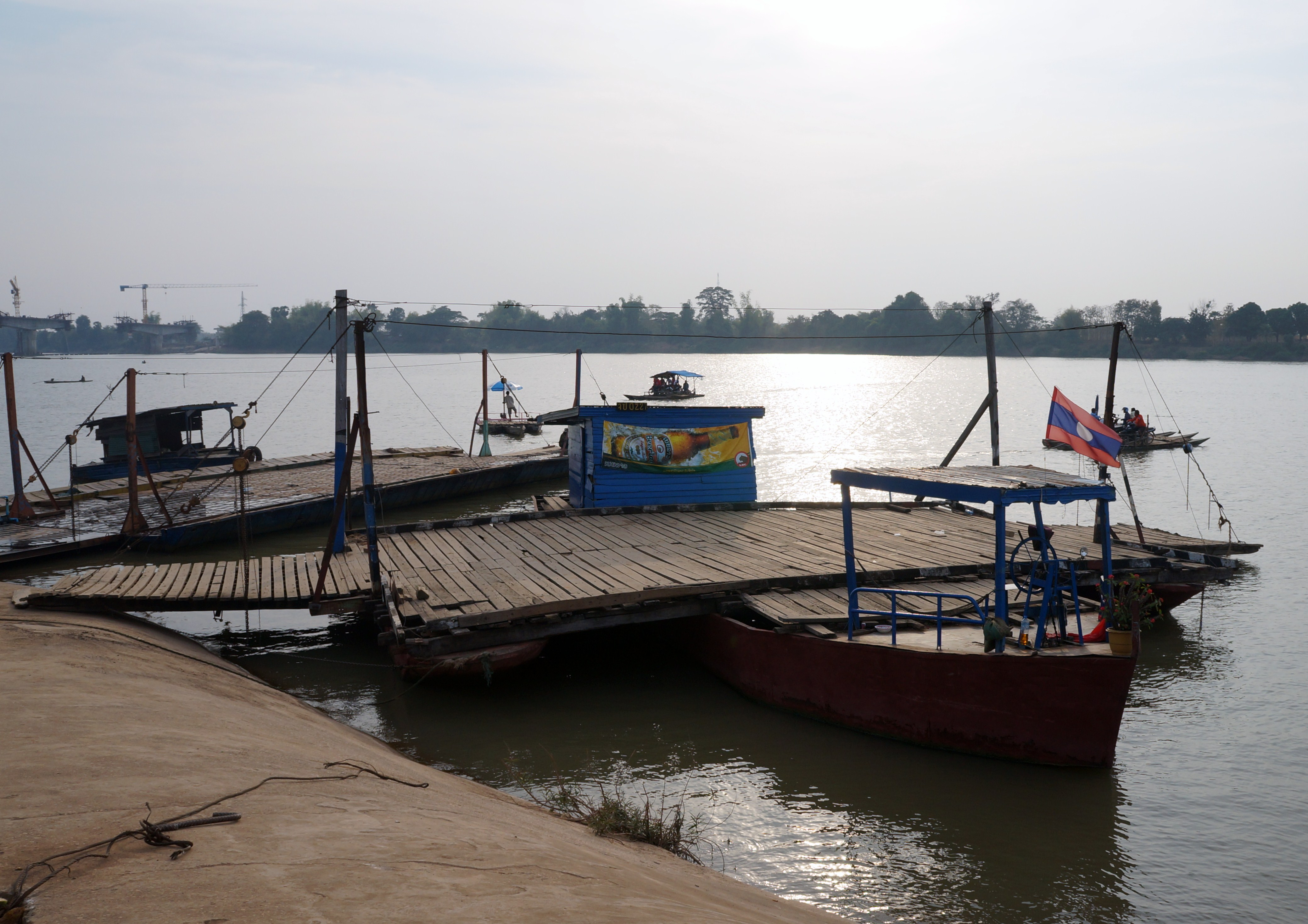
Laos Champassak East Terminal pour Don Khong.
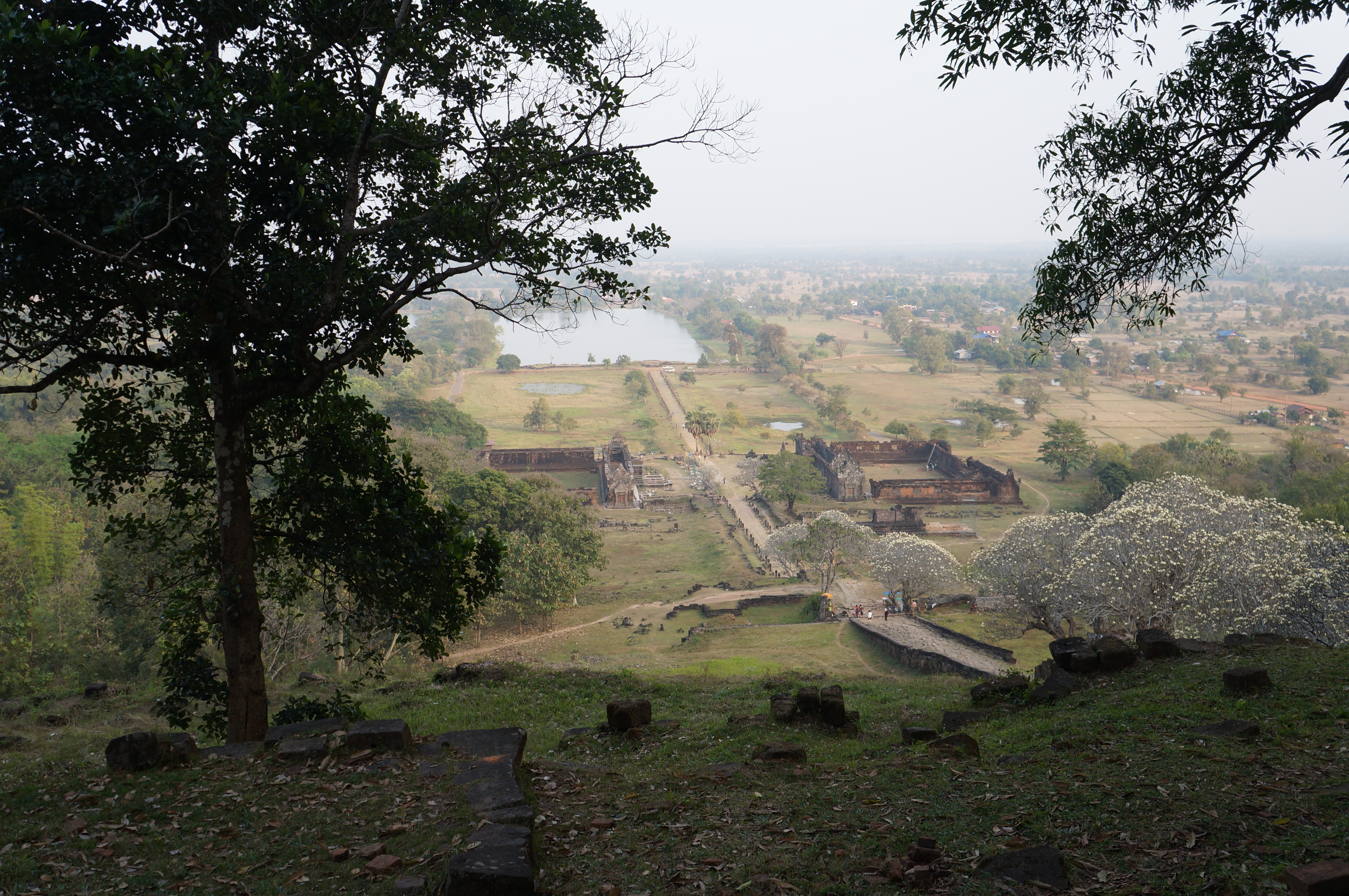
site de Vat Phou
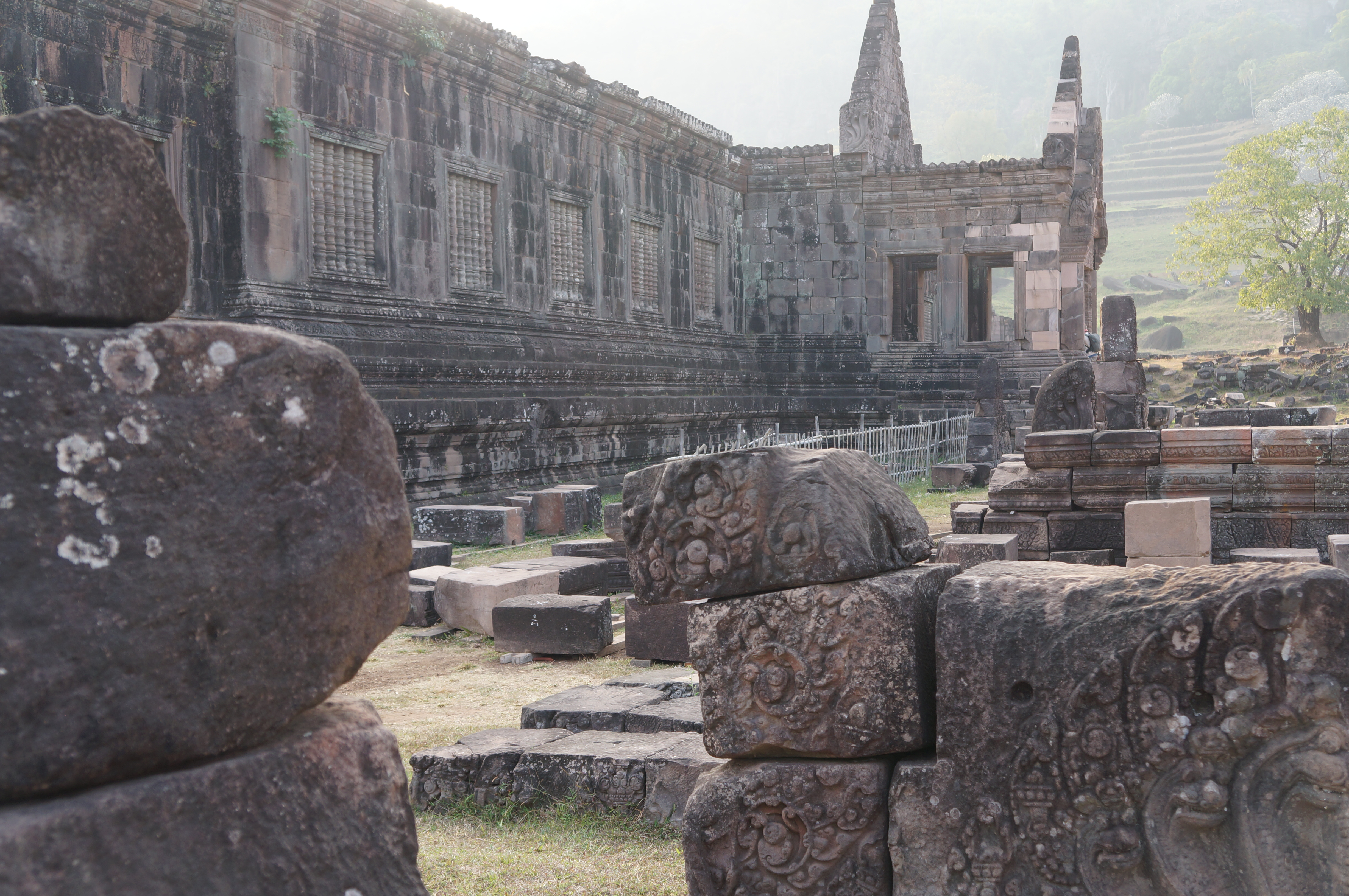
site de Vat Phou
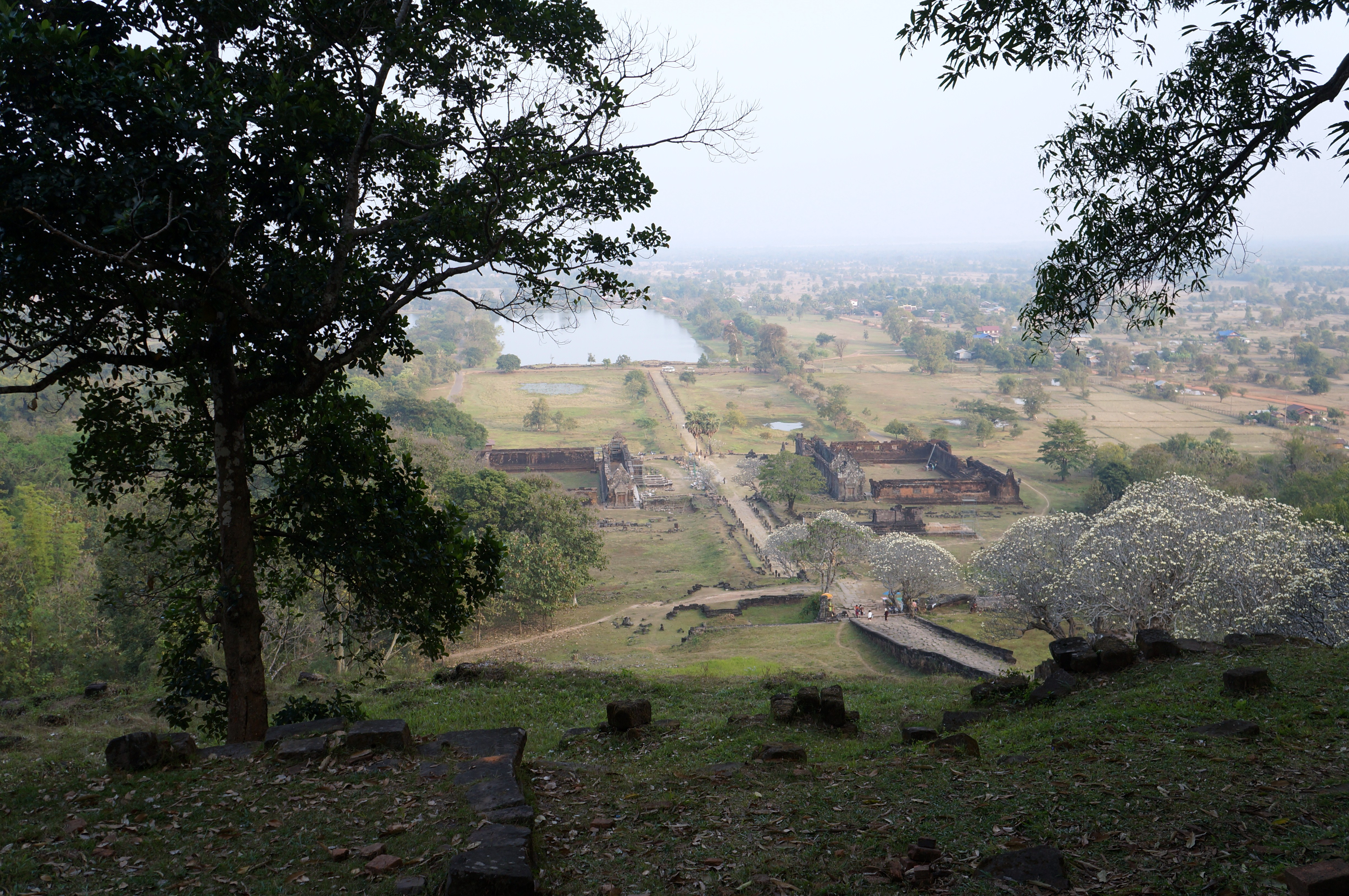
site de Vat Phou
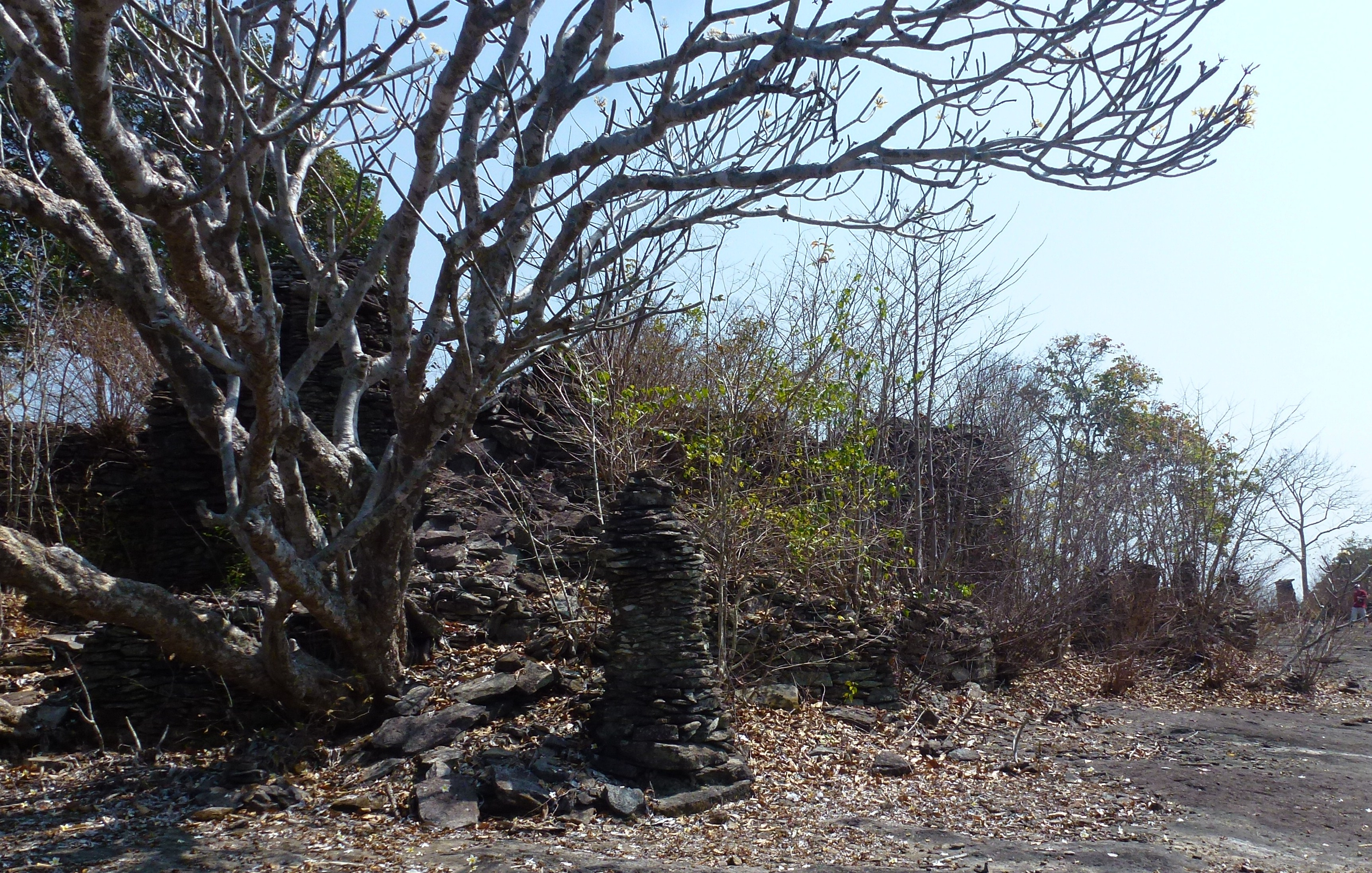
Laos Site de Phou Asa.
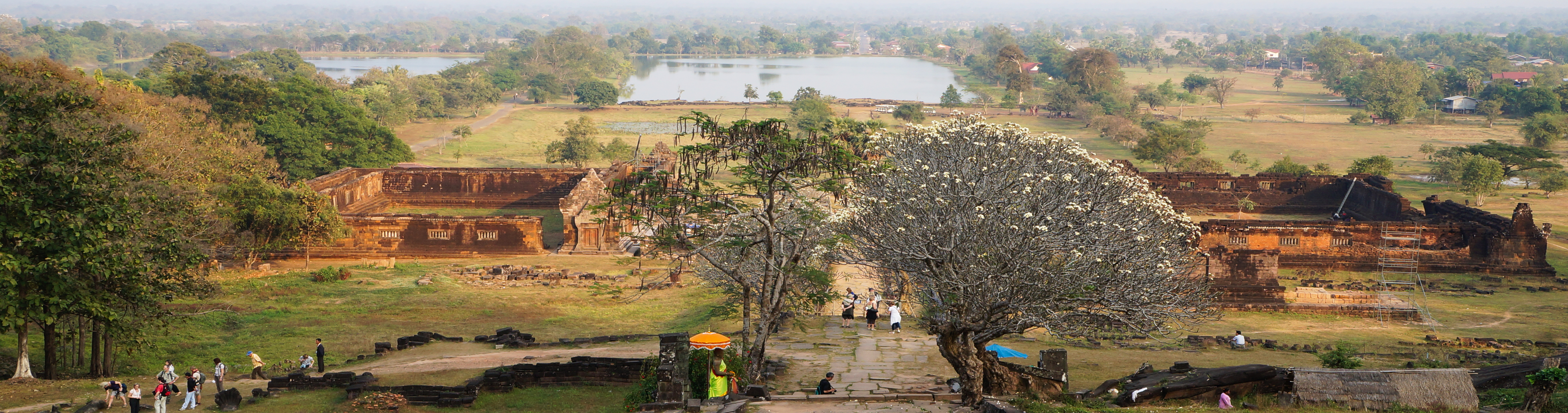
Panorama vu du site de Vat Phou
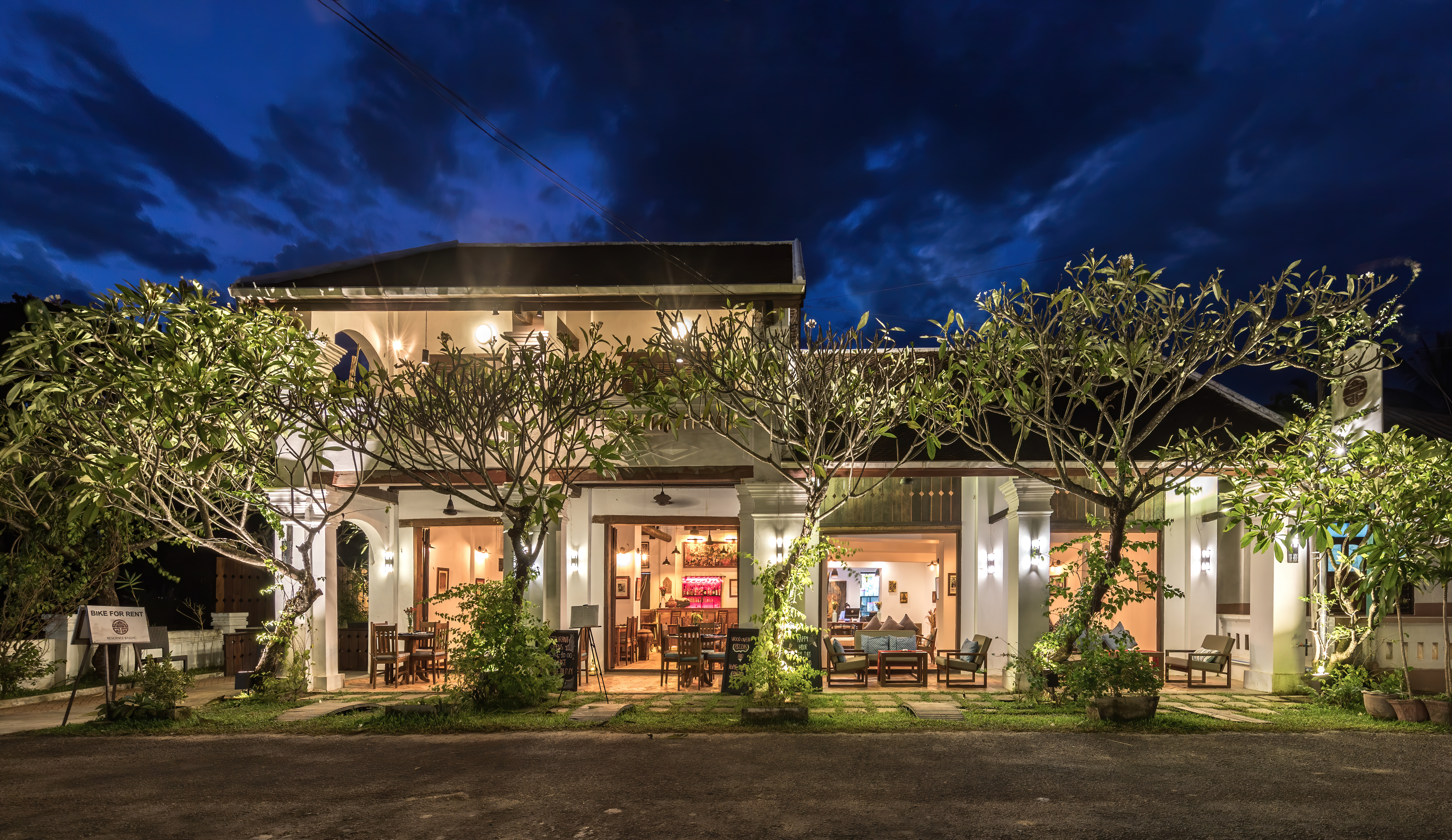
La résidence Bassac, demeure coloniale construite vers 1920 à Champassak. Photo septembre 2019.